# Pinza bolognese
La pinza bolognese (pénnza in bolognese) è un dolce che proviene dalla tradizione contadina bolognese, che si preparava generalmente durante le festività natalizie, anche se ormai viene consumata tutto l'anno. La sua ricetta appare per la prima volta nel 1644 all'interno del volume L'economia del cittadino in villa di Vincenzo Tanara.
Il nome deriva molto probabilmente dalla sua forma, poiché si presenta come un rotolo di pasta dura che stringe al suo interno della mostarda bolognese.
Non va confusa con la pinza veneta, a cui somiglia solo il nome.